# Groupe Artémis
Groupe Artémis ist eine französische Finanzholding, die auf mehreren Arbeitsgebieten tätig ist, wobei die Luxusgüterindustrie ein wesentlicher Schwerpunkt ist. Die Gesellschaft gehört dem Milliardär François-Henri Pinault, Die konsolidierte Bilanzsumme beträgt über 30 Mrd. EUR. Das Motto der Gesellschaft lautet: „croire, oser, agir“ (glauben, wagen, handeln). Vorgängergesellschaft war die Pinault-Printemps-Redoute-Gruppe (PPR), die in mehreren Schritten in die Groupe Artémis einschließlich der Tochtergesellschaft Kering aufgegangen ist.

## Investitionspolitik
Die Gesellschaft investiert vornehmlich als Mehrheitsgesellschafter in Unternehmensbeteiligungen. Die Interessen der Gesellschaft sind langfristig angelegt. Bei den Aktivitäten gibt es keine branchenmäßigen Beschränkungen, wobei Konsumgüter bzw. Leistungen für den gehobenen Bedarf einen wesentlichen Teil des Portfolios ausmachen. Ziel sind überdurchschnittliche Wachstumsraten der Beteiligungen verbunden mit einer langfristigen Wertsteigerung des Engagements. Die Qualität des Managements ist von großer Bedeutung;  Innovationskraft, langfristiges Denken und Entscheidungsfreude werden erwartet. Die überwiegende Zahl der Beteiligungen ist in Frankreich beheimatet, allerdings ist das Suchfeld von Artémis bei Neuengagements nicht auf Frankreich begrenzt. Die Groupe Artémis konkurriert mit der börsennotierte Gesellschaft „LVMH Moët Hennessy – Louis Vuitton“, die ebenfalls im Bereich der Luxusgüterindustrie aktiv ist und an der der französische Milliardär Bernard Arnault eine maßgebliche Beteiligung hält.

## Beteiligungen
Zu  der Gesellschaft gehören folgende Engagements:
- Kering: Hersteller von Bekleidung und Accessoires im Luxusbereich, für Lifestyle sowie für den Sport. Folgend Marken sind Teil der Kering Gruppe: Saint Laurent, Gucci, Brioni, Boucheron, Girard-Perregaux, Balenciaga, Bottega Veneta, Puma
- Christie’s: weltweit tätiges Auktionshaus mit Hauptsitz in London
- renommierte Weingüter in den Regionen Bordeaux, Bourgogne, Côtes du Rhône, Napa Valley (z. B.: Château Latour)
- Ponant: französische Kreuzfahrtgesellschaft im Segment der Yacht-Kreuzfahrtschiffe
- Zeitschriften und Verlage, z. B. das Wochenmagazin „Le Point“
- Immobilien
- Kunstgegenstände und Museen (z. B. Palazzo Grassi in Venedig)
- Sonstiges, z. B. der Fußballclub Stade Rennes, das Theater Marigny in Paris

## Ehemalige Beteiligungen
- Fnac Darty: Handelskette für den Vertrieb von Unterhaltungsprodukten (Die Beteiligung wurde im Jahr 2017 an Ceconomy verkauft).[4]